# Le Jongleur
Pour le tableau de Marc Chagall, voir Le Jongleur (Chagall).
Pour plus de détails, voir Fiche technique et Distribution.
Le Jongleur (titre original : The Juggler) est un film américain réalisé par Edward Dmytryk et produit par Stanley Kramer, sorti en 1953.

## Synopsis
Hans Muller, rescapé des camps nazis où il a perdu sa famille, échoue en Israël. Il attaque un policier, et est obligé de fuir à pied à travers le pays. Il est accompagné d'un jeune garçon qui le guide. 

## Fiche technique
- Scénario : Michael Blankfort d'après son roman
- Photographie : Roy Hunt
- Direction artistique : Robert Peterson, Rudolph Sternad
- Décors de plateau : Frank Tuttle
- Musique : George Antheil
- Montage : Harry W. Gerstad et Aaron Stell
- Durée : 84 minutes
- Dates de sortie :
  -  États-Unis : 5 mai 1953
  -  France : 26 juin 1953

## Distribution

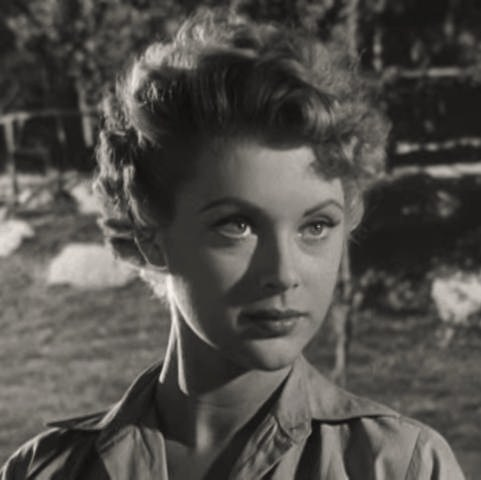
Milly Vitale dans une scène du film.

- Kirk Douglas : Hans Muller
- Milly Vitale : Ya'El
- Paul Stewart : Karni
- Alf Kjellin : Daniel

## À propos du film
Le Jongleur est le premier long métrage hollywoodien à être tourné dans le nouvel État d'Israël. Le producteur du film, Stanley Kramer, tente d'y dépeindre « Israël comme la réponse héroïque des Juifs à la destruction d'Hitler ».